# Anton Pertl
Anton Pertl (* 29. Oktober 1954 in Innsbruck) ist ein österreichischer Politiker (ÖVP). Er war von 2006 bis 2015 Abgeordneter zum Tiroler Landtag.

## Werdegang
Anton Pertl wurde als jüngstes Kind einer achtköpfigen Völser Familie geboren. Er wurde streng katholisch erzogen und wollte ursprünglich Pfarrer werden. Er besuchte nach der Volksschule in Völs die Hauptschule in Kematen beziehungsweise Schwaz und wechselte danach an die Handelsschule in Schwaz. Er war zwischen Juli 1973 und Juni 1974 EDV-Operator an der Universität Innsbruck, wobei er dazwischen seinen Präsenzdienst beim Österreichischen Bundesheer ableistete. Seit 1974 ist Pertl als kaufmännischer Angestellter bei der TIWAG tätig und arbeitete dort als EDV-Operator, EDV-Arbeitsvorbereiter und EDV-Techniker. Seit 1999 ist er freigestellter Zentralbetriebsratsvorsitzender der TIWAG.
Pertl engagiert sich in seiner Heimatgemeinde Völs, wo er seit 1992 Mitglied des Gemeinderates und 1998 den Vorsitz des gemeinderätlichen Sportausschusses übernahm. Er ist zudem stark in der Gewerkschaft verwurzelt und wurde im Jahr 2000 zum Vorsitzender-Stellvertreter des Österreichischen Gewerkschaftsbundes Tirol gewählt. Seit 2000 ist er zudem Kammerrat der Arbeiterkammer Tirol, 2001 wurde er zum ÖAAB-Bezirksobmann Innsbruck-Land gewählt. Am 3. Jänner 2006 folgte Pertl dem neugewählten Landesrat Anton Steixner als Abgeordneter des Tiroler Landtags nach. Er war im Tiroler Landtag seitdem Mitglied im „Ausschuss für Arbeit, Soziales und Gesundheit“ sowie im „Ausschuss für Wirtschaft, Tourismus und Technologie“. Seit April 2010 ist Pertl erster Vizebürgermeister und Vorsitzender des gemeinderätlichen Ausschusses für Kultur und Sport der Marktgemeinde Völs.
Bei der Landtagswahl 2013 schied Anton Pertl aufgrund des Wahlergebnisses der ÖVP im Bezirk Innsbruck-Land aus dem Landtag aus. Erst als Eva-Maria Posch im Jänner 2015 ihr Mandat als Landtagsabgeordnete niederlegte, um sich ganz dem Amt des Haller Bürgermeisters zu widmen, kehrte Pertl in den Tiroler Landtag zurück.
Nach der Kritik an der Höhe seiner Mehrfachbezüge legte Pertl am 23. Oktober 2015 sein Landtagsmandat nieder. Er war in massive Kritik geraten, weil er laut Medienberichten neben seinem Abgeordnetengehalt auch rund 9.000 Euro monatlich vom in Landeseigentum stehenden Energieversorger TIWAG bezog. Sein Mandat übernahm Florian Riedl.

## Privatleben
Anton Pertl ist seit 1979 verheiratet und hat einen Sohn.